# ام‌سی ایت

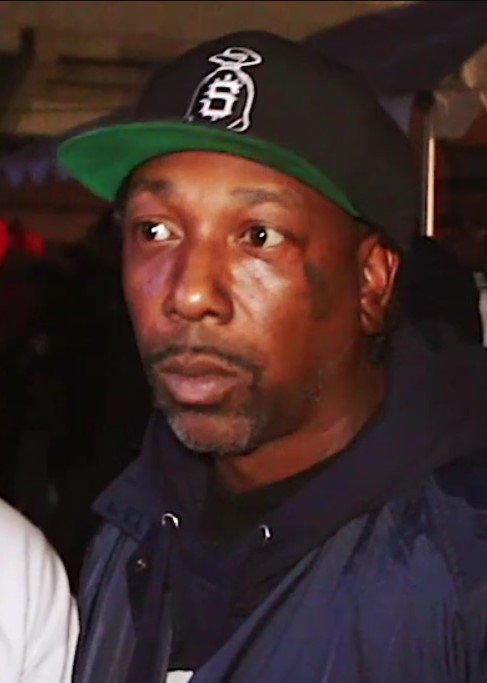
MC Eiht در حال مصاحبه در بیست و پنجمین جشن سالانه OC Block Party

آرون تیلر که با نام نام هنری ام‌سی ایت (انگلیسی: MC Eiht؛ زادهٔ ۲۲ مهٔ ۱۹۷۰) شناخته می‌شود یک خوانندهٔ هیپ هاپ اهل کامپتون، کالیفرنیا ایالات متحده آمریکا است. وی از سال ۱۹۸۷ میلادی تاکنون مشغول فعالیت بوده‌است. او همچنین برای بازی در نقشش در تهدیدی برای جامعه نیز شناخته شده است.
همچنین او صداپیشه شخصیت رایدر (Ryder) در اتومبیل دزدی بزرگ: سن آندریاس بوده است.